# Đào Hữu Liêu
Đào Hữu Liêu (1919–2005)là một tướng lĩnh Quân đội nhân dân Việt Nam, quân hàm Thiếu tướng, nguyên Phó Tư lệnh kiêm Tham mưu trưởng Binh chủng Công binh, Phó Chủ nhiệm Tổng cục Xây dựng Kinh tế, Cục trưởng Cục kiến thiết cơ bản, Tổng cục Hậu cần.

## Thân thế và sự nghiệp
Thiếu tướng Đào Hữu Liêu quê tại xã Lộc Thủy, huyện Lệ Thủy, tỉnh Quảng Bình.
Ông theo học Trường Cao đẳng giao thông công chánh, sau đó tham gia Trường thanh niên tiền tuyến Huế.
Ông nhập ngũ tháng 8 năm 1945 và được kết nạp vào Đảng tháng 1 năm 1950 (chính thức tháng 5 năm 1950).
Trong Cách mạng tháng 8 năm 1945, ông cùng nhiều học viên của Trường thanh niên tiền tuyến Huế được giác ngộ cách mạng đã gia nhập Việt Minh, tham gia cướp chính quyền ở Huế. Cùng thời gian này ông nhập ngũ được phân công giữ cương vị Trung đội trưởng Công binh, rồi Trưởng ban Công binh Quân giải phóng tỉnh Thừa Thiên.
Tháng 1 năm 1946, ông là Đội trưởng Công binh Liên khu 4. 
Tháng 1 năm 1947, là Phó Ban Công binh, phụ trách Trường Công binh Liên khu 4.
Tháng 4 năm 1948, Trưởng phòng Công binh Liên khu 4.
Tháng 6 năm 1949, ông được điều lên Việt Bắc giữ chức vụ Trưởng phòng Công trình thuộc Ban nghiên cứu Cục Công binh.
Từ tháng 1 năm 1951, là Tham mưu trưởng rồi tháng 12 năm 1951 là Trung đoàn phó Trung đoàn 151 Công binh.
Tháng 7 năm 1952, ông là Phó Chủ nhiệm Hậu cần, rồi Chủ nhiệm Hậu cần Sư đoàn 351.
Tháng 7 năm 1954, là Trưởng ban Tác huấn Cục Công binh. 
Sau khi hòa bình lập lại trên miền Bắc, tháng 3 năm 1955 ông được cử giữ chức vụ Trưởng phòng Công trình sân bay thuộc Ban Nghiên cứu sân bay trực thuộc Bộ Tổng Tham mưu (đơn vị tiền thân của Không quân nhân dân Việt Nam ngày nay) do ông Trần Quý Hai làm trưởng Ban, đơn vị đóng tại sân bay Gia Lâm.
Tháng 1 năm 1958, ông dẫn đầu đoàn thực tập sinh sang học tập và thực tập về công tác bảo đảm Công trình sân bay, trong thời gian 9 tháng tại Trung Quốc.
Sau khi trở về nước, ông giữ chức vụ Phó Chủ nhiệm Hậu cần thuộc Ban nghiên cứu sân bay (sau này là Cục Không quân). 
Tháng 7 năm 1964, ông là Cục phó Cục doanh trại Tổng cục Hậu cần.
Tháng 11 năm 1966, Tham mưu phó Bộ Tư lệnh Công binh.
Tháng 3 năm 1970, là Phó Tư lệnh kiêm Tham mưu trưởng Bộ Tư lệnh Công binh.
Tháng 8 năm 1971, ông được cử giữ chức vụ Cục trưởng Cục Kiến thiết cơ bản Tổng cục Hậu cần. 
Sau khi đất nước hoàn toàn thống nhất, tháng 6 năm 1976 ông được cử làm Phó Chủ nhiệm Tổng cục Xây dựng Kinh tế Bộ Quốc phòng.
Tháng 7 năm 1979, ông tiếp tục giữ chức vụ Phó Tư lệnh Binh chủng Công binh
Tháng 8 năm 1980, ông được điều lên Tổng hành dinh, đảm trách vai trò Chuyên viên cao cấp Bộ Quốc phòng tham mưu và chỉ đạo xây dựng tuyến công trình phòng thủ biên giới phía Bắc.
• Thiếu tướng: tháng 12 năm 1984.
• Ông nghỉ hưu ngày 13 tháng 6 năm 1988 và mất năm 2005 tại Hà Nội.

## Khen thưởng
- Huân chương Quân công (hạng Nhì, Ba)
- Huân chương Chiến thắng (chống Pháp) hạng Nhì
- Huân chương Kháng chiến hạng Nhất
- Huân chương Kháng chiến chống Mỹ cứu nước hạng Nhất
- Huân chương Chiến công hạng Nhất
- Huân chương Chiến sĩ vẻ vang (hạng Nhất, Nhì, Ba)
- Huy chương Quân kỳ quyết thắng
- Huy hiệu 40 và 50 năm tuổi Đảng.